# Гунченко Дмитро Віталійович
Дмитро Віталійович Гунченко (нар. 24 вересня 1987, Дніпродзержинськ, УРСР) — український футболіст, нападник та півзахисник.

## Клубна кар'єра
Вихованець дніпропетровського «Ювілейника», перший тренер — А. Бурганов. З 2001 по 2003 рік виступав за дніпропетровський «Дніпро» у ДЮФЛУ.
Дорослу футбольну кар'єру розпочав 2005 року в складі дніпродзержинської «Сталі-2» у чемпіонаті Дніпропетровської області. Потім перейшов у «Кривбас», але шансу проявити себе в першій команді не отримав. Тому виступав за друголіговий «Кривбас-2», де також не зміг стати основним гравцем (1 матч у чемпіонаті). На початку 2006 року перейшов до «Іллічівця», однак також був переведений до другої команди. За першу команду майже не грав, виступав за дублюючий склад «Іллічівця». Влітку 2009 року відправився у піврічну оренду до «Прикарпаття», а взимку 2010 року повернувся до Маріуполя. Вілтку 2011 року перейшов до «Зірки». Дебютував за кіровоградський клуб 16 липня 2011 року в програному (0:1) домашньому поєдинку 1-о туру Першої ліги проти ужгородського «Говерла-Закарпаття». Дмитро вийшов на поле на 46-й хвилині, замінивши Олександра Батальського. У липні 2011 року зіграв 2 матчі в Першій лізі, після чого за кіровоградців більше не грав. У січні 2012 року перебував на перегляді в новачка казахської Суперліги ФК «Окжетепес». Сезон 2012/13 років розпочав у «Єдності». У футболці клубу з Плисок зіграв у 20 матчах Другої ліги, в яких відзначився 4-а голами, ще 1 поєдинок провів у кубку України. У 2013 році виступав за ВПК-Перемогу в чемпіонаті Дніпропетровської області. Потім отримав травму, через яку пропустив тривалий період часу.
З 2014 по 2016 рік виступав за нижчоліговий польський клуб «Омега» (Старий Замосць).

## Кар'єра в збірній
Виступав за студентську збірну України.